# ثمار القلوب في المضاف والمنسوب
كتاب ثمار القلوب في المضاف والمنسوب هو أحد الكتب الرائدة في الأدب العربي، من تأليف الإمام اللغوي والنحوي أبو منصور الثعالبي، الذي يعد من أبرز علماء القرن الرابع الهجري. يمتاز هذا الكتاب بأسلوبه الفريد في معالجة موضوع "المضاف والمنسوب"، حيث يُظهر للقراء ما يحتوي عليه هذا الموضوع من أبعاد لغوية ودلالية تنبثق منها إشارات إلى مختلف جوانب الحياة الإنسانية والعقلية.

## فكرة الكتاب
يتناول الكتاب مفهوم المضاف والمنسوب في اللغة العربية، مع التركيز على الأمثلة التي يتم استخدامها في النثر والشعر، سواء من العامة أو الخاصة. يوضح الثعالبي في هذا الكتاب كيف يُمكن أن تُضاف الأشياء وتُنسَب إلى أشياء أخرى ضمن بنية لغوية دقيقة، ويقدم العديد من الأمثلة التي تتنوع بين التشبيهات والاستعارات، مما يعكس ثراء الأسلوب العربي في التعامل مع هذه القواعد. يناقش الثعالبي من خلال هذا الكتاب أساليب البلاغة وخصائص اللغة العربية، ويعرض كيفية تأثير المضاف والمنسوب في المعنى والإيحاءات.

## أبواب الكتاب
ينقسم الكتاب إلى واحد وستين بابًا، يعرض فيها الثعالبي مختلف الأمثلة والأنماط التي تعكس استخدام المضاف والمنسوب في الأدب العربي، وتشمل هذه الأمثلة:
- التشبيهات والاستعارات
- الأحاديث النبوية والأخبار
- أنساب الأفراد
- خصائص الأماكن والبلدان
- الأمثال الشعبية التي تُستخدم للتعبير عن مواقف أو حالات معينة، مثل قولهم "غُراب نوح" و"نار إبراهيم" و"ذئب يوسف".

وتُظهر هذه الأمثلة كيف أن اللغة العربية تستخدم المضاف والمنسوب لتعزيز المعنى وتوسيع دلالته، وذلك بأسلوب فني يجمع بين البلاغة والتفسير الثقافي والاجتماعي.

## أسلوب الكتاب
تميز الكتاب بأسلوبه الأدبي الرفيع وتنظيمه المنهجي للأبواب. استعمل الثعالبي في تقديم أمثلة متعددة متنوعة من الشعر العربي القديم، وكذلك من اللغة اليومية للأفراد، مما يجعل الكتاب ذا طابع موسوعي غني بالمفردات والأمثلة التي لا تقتصر على نوع أدبي واحد. وفي كل باب، يوفّي المؤلف حق اللغة والشعر على طرف، ويعمل على توظيف التشبيهات والاستعارات بشكل مبتكر يعكس القدرة الفائقة للثعالبي في تقديم أعمق المعاني بأسلوب متسق ومنظم. كما أن الكتاب يتضمن إشارات إلى الأخبار والأنساب التي تثري الفهم اللغوي وتساعد في تنمية الذاكرة الأدبية للقرّاء. ويُعد كتاب "ثمار القلوب في المضاف والمنسوب" من أمهات الكتب في علم اللغة العربية وعلم البلاغة. إذ يقدم تفسيرًا عميقًا لدلالات اللغة من خلال تصنيف مفردات المضاف والمنسوب، مما يعكس تنوع الأساليب البلاغية التي كانت سائدة في العصور الإسلامية. كما أن الكتاب يُعد مرجعًا مهمًا لطلاب الأدب العربي واللغة، خاصة لأولئك الذين يسعون لفهم كيفية تأثير تركيب الجمل والإضافات على المعنى.

## التحقيق والنشر
حققه إبراهيم صالح، في مجلدان، عن دار البشائر بدمشق، 1994. ومؤخرًا نشرته دار المعارف بالقاهرة.